# Pol (Geomagnetismus)

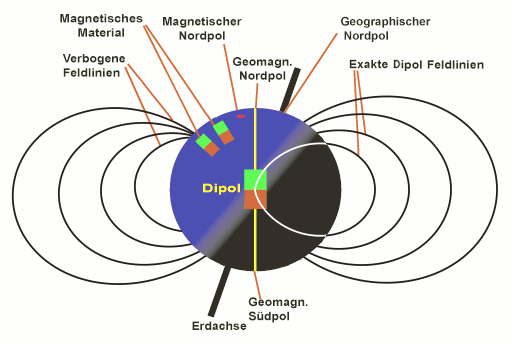
Modell der Erdkugel mit Dipolfeld und induzierten Feldern

Die geomagnetischen Pole der Erde sind im Unterschied zum tatsächlich gemessenen magnetischen Nord- und Südpol theoretische Pole des Erdmagnetfeldes. Sie werden aus dem mittleren Verlauf der Feldlinien berechnet.

## Überblick

Lage des magnetischen und geomagnetischen Nordpols im Jahr 2017

Da das Erdmagnetfeld nur näherungsweise als Dipol beschrieben werden kann und die theoretische Achse dieses Dipols nicht mit der Rotationsachse der Erde übereinstimmt, werden 3 Pole unterschieden:
- Geographischer Pol: Schnittpunkt der Rotationsachse der Erde mit der Erdoberfläche
- Magnetischer Pol: Punkte der Erdoberfläche, an denen das beobachtete Erdmagnetfeld vertikal ist (Inklination von ± 90°).
- Geomagnetischer Pol: Schnittpunkt einer für das Erdmagnetfeld angenäherten Dipolachse mit der Erdoberfläche.

Die Unterteilung nach Nord- und Südpol folgt hierbei den geographischen Polen, physikalisch betrachtet ist der arktische Magnetpol aber ein magnetischer Südpol.

## Theoretische Modelle
Die ursprüngliche Berechnung geht von der Vorstellung aus, dass sich im Erdmittelpunkt ein theoretisch unendlich kleiner Stabmagnet (genauer: ein Dipol) befindet. Die geomagnetischen Pole werden als der Schnittpunkt der Achse dieses angenommenen Stabmagneten mit der Erdoberfläche definiert. Ein solcher Magnet würde ein Dipolfeld erzeugen, dessen Feldlinien in grober Näherung kreisförmig mit der Stabmagnetachse als Tangente sind. Die Achse dieses Magnetmodells wandert im Laufe der Erdalter; im Augenblick steht sie in einem Winkel von etwa 11° zur (Rotations-)Erdachse, auch geographische Erdachse genannt. Hierbei liegt der magnetische Südpol nahe dem geographischen Nordpol.
Das tatsächliche, genau messbare Magnetfeld der Erde entspricht allerdings nur grob genähert
dem eines Dipols. Im Dipolmodell des Erdmagnetismus wird die tatsächlich messbare Abweichung des Erdmagnetfeldes von einem Dipolfeld damit erklärt, dass ferromagnetische Stoffe in der Erdkugel ungleichmäßig verteilt sind und unterschiedliche magnetische Eigenschaften haben. Das Dipolfeld induziert in den magnetisierbaren Materialien Magnetfelder. Außerdem kann magnetisches Material eine Vormagnetisierung aus früheren Zeiten aufweisen. Die induzierten und vorhandenen Magnetfelder des magnetischen Materials addieren sich zum Dipolfeld, so dass die Feldlinien in der Nähe magnetisierbaren Materials gegenüber dem Dipolfeld leicht verbogen sind. Auf der Erdoberfläche findet man daher lokale Abweichungen in Feldstärke und Richtung gegenüber dem Dipolfeld. Es fällt allerdings schwer, die massiven Abweichungen vom Dipolfeld allein mit den vergleichsweise geringen Vorkommen ferromagnetischer Materialien im Erdmantel zu erklären.
In der Praxis werden heute höhere Multipole mitberücksichtigt. In regelmäßigen Abständen wird durch Vermessen des Erdfeldes und Modellbildung die Stärke und Lage der Multipole ermittelt, die, beeinflusst durch die gemessenen Störfaktoren, möglichst genau das vorhandene Magnetfeld auf der Erde erzeugen würden. Verwendet wird dabei das aktuelle International Geomagnetic Reference Field (IGRF), welches für verschiedene Zeitpunkte veröffentlicht ist. Dieses Modell bildet das Magnetfeld durch eine Entwicklung nach Kugelflächenfunktionen nach.

## Ursprung der Magnetfeldstruktur
Die Annahme eines oder mehrerer Stabmagneten aus magnetischem Material im Erdmittelpunkt entspricht nicht den tatsächlichen Verhältnissen. Der Erdkern besteht zwar maßgeblich aus Eisen, dieses ist jedoch nicht ferromagnetisch, da die hohe Temperatur des Erdkerns weit über der Curie-Temperatur von Eisen-Nickel-Legierungen liegt. Aktuelle Modelle des Erdmagnetfeldes gehen davon aus, dass die erzeugenden Dipole bzw. Multipole von Konvektionsströmungen im äußeren Erdkern erzeugt werden.

## Unterschied zwischen physikalischer und geographischer Bezeichnung des magnetischen Pols

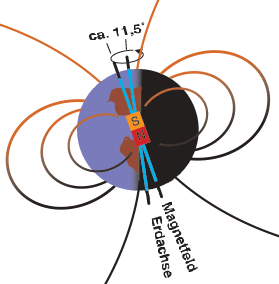
Magnet im Erdinneren

Ursprünglich wurde dasjenige Ende einer Magnetitnadel, das in Richtung geographischer Norden zeigte, Nordpol der Nadel genannt. Damals hatte man noch keine Kenntnis von dem dahinter liegenden Mechanismus. Erst sehr viel später wurde man sich dessen bewusst, dass diese von der Physik übernommene Benennung dazu führte, dass die Erde in Richtung des geographischen Nordpols physikalisch gesehen einen magnetischen Südpol hat und in Richtung geographischer Südpol den magnetischen Nordpol. Die Stelle an der Erdoberfläche, wo die Feldlinien des physikalisch magnetischen Südpols der Erde senkrecht eintreten, wird zudem geographisch ebenfalls als magnetischer Nordpol bezeichnet. Dies liegt daran, dass es um den Nordpol geht, der sich durch das Erdmagnetfeld ergibt, nicht um die physikalische Polarität des Pols.
Um Missverständnisse zu vermeiden, könnten die Begriffe „Arktischer Magnetpol“ und „Antarktischer Magnetpol“ verwendet werden, was zwar auch angesichts der Polaritätswechsel über geologische Zeiträume hinweg eindeutiger wäre, aber praktisch ungebräuchlich ist. In der Regel wird mit „magnetischer Nordpol“ in einem geographischen Zusammenhang immer der magnetische Pol nahe dem geographischen Nordpol bezeichnet.